# Dirt Rally 2.0
Dirt Rally 2.0 (nazwa stylizowana: DiRT Rally 2.0) – komputerowa gra wyścigowa wyprodukowana i wydana przez Codemasters 26 lutego 2019 roku. Jest to kontynuacja gry Dirt Rally z 2015 roku.

## Rozgrywka
Dirt Rally 2.0 to gra wyścigowa, gdzie zadaniem gracza jest dojechanie do mety w jak najszybszym czasie nie niszcząc pojazdu. Są dwa główne rodzaje wyścigów: rajdowe i rallycross. W pierwszym gracz jeździ po wcześniej wyznaczonych trasach po prawdziwych drogach. Zawodnicy jeżdżą indywidualnie, po czym porównywany jest czas przejazdu. W samochodzie jest także pilot opisujący zbliżające się zakręty i rodzaj nawierzchni. Rallycross to wyścigi na zamkniętych torach. Za każdy przejechany poziom gracz dostaje punkty doświadczenia i pieniądze, za które może kupić inne samochody lub naprawić własne. Samochody na wyższych poziomach są szybsze, jednak posiadają mniejszą wytrzymałość. W trybie kariery postać startuje w mistrzostwach i zdobywa punkty za przejechanie poszczególnych tras. W grze dostępnych jest ponad 50 licencjonowanych samochodów. Jedną z nowości jest degradacja powierzchni. Droga będzie wyglądać i wpływać na samochód inaczej w zależności od tego ile osób po niej jechało przed graczem.
Dodatkowym trybem jest FIA World Rallycross Championship. Są to mistrzostwa odbywające się na zamkniętych torach. Dzielą się na biegi eliminacyjne, półfinały i finały. Osoba z największą liczbą punktów wygrywa. W trakcie pokonywania kolejnych tras samochód gracza ulega zniszczeniom, które wpływają na prowadzenie pojazdu. Drobne szkody można naprawić pomiędzy odcinkami, natomiast większe uszkodzenia takie jak zniszczenie silnika automatycznie kończą wyścig. Gracz może konkurować z innymi ludźmi w trybie wieloosobowym. Polega to na wyzwaniach, gdzie postać pokonuje trasę pojedynczo, a po jej zakończeniu wyniki są porównywane z innymi osobami.

## Produkcja
Dirt Rally 2.0 to pierwsza gra z serii po odejściu głównego projektanta Paula Colemana. Podczas produkcji położono większy nacisk na przyczepność pojazdów i zachowanie opon na wzór innej gry producenta F1 2018. Kierowcy rajdowi Ryan Champion i Jon Armstrong pracowali jako konsultanci. Pilot rajdowy Phil Mills był odpowiedzialny za dubbing w wersji angielskiej. Grę oficjalnie zapowiedziano we wrześniu 2018. Po premierze wydano dodatki DLC w postaci 4 sezonów. Dodały m.in. nowe samochody trasy rajdowe i rally cross. Twórcy udostępnili także tryb VR w formie darmowej aktualizacji. Ostatnie DLC dodało nową lokację - Szkocję i wyzwania inspirowane karierą Colina McRae. Podczas pandemii koronawirusa twórcy dodali do gry reklamy nawołujące do pozostania w domu. 

## Odbiór
Luke Reilly z IGN uznał grę za najładniejszą w całej serii. Jego uwagę szczególnie przykuł wygląd lokacji po opadach deszczu i zróżnicowanie poszczególnych tras. Zauważył także że gra w porównaniu do Dirt Rally oferuje trasy na czterech kontynentach, a nie tylko w Europie. Redaktor zwrócił uwagę na konieczność połączenia z internetem w trybie kariery dla pojedynczego gracza. Phil Iwaniuk z PC Gamera uznał grę za najlepszą w swojej kategorii. Redaktor docenił detale takie jak dojazd do porządkowego po ukończonym wyścigu, które zwiększają immersję jazdy. Iwaniuk skrytykował natomiast sztuczną inteligencję przeciwników w trybie kariery. Przez pierwsze kilka godzin przeciwnicy są zbyt łatwi, przez co gracz nawet popełniając błędy będzie na pierwszym miejscu. Martin Robinson pochwalił degradację nawierzchni i porównał ją do losowo generowanych tras w Dirt 4. Jego zdaniem daje to poczucie unikalności, a odczucia podczas jazdy są bardziej realistyczne. W swojej recenzji redaktor porównał także grę do innej serii Codemasters – Grid. Robinson wyróżnił twórców za nie przenoszenie funkcji cofania czasu. Dzięki temu Dirt Rally 2.0 jest produkcją bardziej autentyczną i wymagającą zaangażowania. Dirt Rally 2.0 była nominowana w kategorii gra wyścigowa roku na imprezie DICE Awards.